# Port lotniczy North Shore
Port lotniczy North Shore (IATA: N/A, ICAO: NZNE) - mały port lotniczy położony 3,7 km na południowy zachód od Silverdale i 20 km na północ od North Shore City, niedaleko Auckland na Wyspie Północnej, w Nowej Zelandii.

## Informacje dodatkowe
Operatorem lotniska jest North Shore Aero Club (Inc), który jest członkiem Królewskiego Aeroklubu Nowej Zelandii (RNZAC).
- Oświetlenie - na pasie 03/21 L jest zainstalowany system oświetlenia aktywowany przez pilota (PAL).
- Dostępne paliwo: Jet A1, Avgas 100

## Linie lotnicze i połączenia
| Linie lotnicze         | Połączenia                  |
| ---------------------- | --------------------------- |
| Great Barrier Airlines | Port lotniczy Great Barrier |